# Slåstad
Slåstad är en ort i Sør-Odals kommun i Innlandet fylke i sydöstra Norge. Orten ligger där fylkesväg 209 möter fylkesväg 1940, nordöst om kommunens centralort Skarnes.